# Twee handen op een buik
Twee handen op een buik is een Nederlandse film uit 1984 van Andrew Wilson. Het scenario is gebaseerd op een Engels toneelstuk vertaald door René van Vooren.